# Gârcov
Gârcov é uma comuna romena localizada no distrito de Olt, na região de Oltênia. A comuna possui uma área de 33.95 km² e sua população era de 2725 habitantes segundo o censo de 2007.